# Beuvry-la-Forêt
Beuvry-la-Forêt è un comune francese di 2 765 abitanti situato nel dipartimento del Nord nella regione dell'Alta Francia.

## Società

### Evoluzione demografica
Abitanti censiti